# Wade Keyes
Pour les articles homonymes, voir Keyes.
 (mai 2022).
La mise en forme du texte ne suit pas les recommandations de Wikipédia : il faut le « wikifier ».
Les points d'amélioration suivants sont les cas les plus fréquents :
- Les titres sont pré-formatés par le logiciel. Ils ne sont ni en capitales, ni en gras.
- Le texte ne doit pas être écrit en capitales (les noms de famille non plus), ni en gras, ni en italique, ni en « petit »…
- Le gras n'est utilisé que pour surligner le titre de l'article dans l'introduction, une seule fois.
- L'italique est rarement utilisé : mots en langue étrangère, titres d'œuvres, noms de bateaux, etc.
- Les citations ne sont pas en italique mais en corps de texte normal. Elles sont entourées par des guillemets français : « et ».
- Les listes à puces sont à éviter, des paragraphes rédigés étant largement préférés. Les tableaux sont à réserver à la présentation de données structurées (résultats, etc.).
- Les appels de note de bas de page (petits chiffres en exposant, introduits par l'outil «  Source ») sont à placer entre la fin de phrase et le point final[comme ça].
- Les liens internes (vers d'autres articles de Wikipédia) sont à choisir avec parcimonie. Créez des liens vers des articles approfondissant le sujet. Les termes génériques sans rapport avec le sujet sont à éviter, ainsi que les répétitions de liens vers un même terme.
- Les liens externes sont à placer uniquement dans une section « Liens externes », à la fin de l'article. Ces liens sont à choisir avec parcimonie suivant les règles définies. Si un lien sert de source à l'article, son insertion dans le texte est à faire par les notes de bas de page.
- La présentation des références doit suivre les conventions bibliographiques. Il est recommandé d'utiliser les modèles {{Ouvrage}}, {{Chapitre}}, {{Article}}, {{Lien web}} et/ou {{Bibliographie}}. Le mode d'édition visuel peut mettre en forme automatiquement les références.
- Insérer une infobox (cadre d'informations à droite) n'est pas obligatoire pour parachever la mise en page.

Pour une aide détaillée, merci de consulter Aide:Wikification.
Si vous pensez que ces points ont été résolus, vous pouvez retirer ce bandeau et améliorer la mise en forme d'un autre article.
Wade Keyes, né le 10 octobre 1821 à Mooresville (Alabama) et mort le 2 mars 1879 à Florence (Alabama) était un avocat, un juge et un professeur de l'Alabama qui a été le premier et le seul procureur général adjoint de la Confédération, de 1861 à 1865. Après la guerre civile, il a pratiqué le droit à Florence, en Alabama.

## Biographie

### Jeunesse
Keyes naît en 1821 dans la plantation de son père à Mooresville, dans le comté de Limestone, près d'Athens, en Alabama. Il a d'abord été éduqué par des tuteurs privés à la maison, suivi d'études au LaGrange College, en Alabama et à l'Université de Virginie. Keyes a dû quitter l'Université de Virginie en raison d'une maladie et d'un décès dans la famille. Il a ensuite étudié le droit auprès du juge William Richardsson et du juge Daniel Coleman à Athens, avant de fréquenter l'Université Transylvania à Lexington au Kentucky, où il est diplômé du département de droit.

### Avocat, juge et professeur
Après avoir obtenu son diplôme, Keyes passe un an en Europe. Après son retour aux États-Unis, il déménage à Marianna, en Floride, où il a commencé à pratiquer le droit en 1844. Sa spécialité est les affaires de propriété. En 1851, Keyes s'installe à Montgomery, en Alabama, où il établit un cabinet d'avocats. Il rédige trois traités juridiques sur le droit de la propriété : "An Essay on the Learning of Remainders" (1852), "An Essay on the Learning of Future Interests in Real Property" (1853) et "An Essay on the Learning of Partial and of Future Interests in Chattels Personal" (1853).
En 1853, la législature de l'Alabama a élu Keyes chancelier de la Division Sud de la Cour de la Chancellerie, sur Francis Bugbee et Sterling G. Cato du comté de Barbour. Il sert pendant une période de six ans jusqu'en 1859 En tant que juge d'équité, Keyes applique avec succès son apprentissage considérable aux jugements d'affaires immobilières et personnelles compliquées.
Alors qu'il était chancelier, Keyes commence à donner des cours de droit de la propriété à Montgomery. Après la fin de son mandat, il fonde la Montgomery Law School dans le prolongement permanent de son projet d'enseignement. Il est incorporé en 1860 en tant qu'institution indépendante, mais rattaché à l'Université de l'Alabama en tant que département de droit. En tant que fondateur, le rôle de Keyes en tant que seul enseignant est garanti par l'acte d'incorporation. À l'initiative du juge Samuel F. Rice, la législature a accordé à l'école le droit de conférer des diplômes universitaires et d'autoriser ses étudiants à pratiquer le droit. La tourmente de la crise de la sécession a conduit à la fermeture de l'école en février 1861, alors que les étudiants partaient et se portaient volontaires pour différentes organisations militaires.

### Procureur général adjoint
La crise qui a conduit les étudiants à quitter son école a également poussé Keyes à rejoindre l'armée. Il s'est enrôlé comme lieutenant dans les Montgomery Rifles et a servi à Pensacola, en Floride. C'était une unité de l'armée de l'Alabama avant que l'État ne fasse partie de la Confédération. Lorsque Judah P. Benjamin devient procureur général de la Confédération, il fait de Keyes son assistant. Benjamin avait rencontré Keyes lorsqu'il était chancelier et l'appréciait en tant qu'administrateur, juriste et écrivain compétent. En tant que procureur général adjoint, Keyes  fait plus du travail de routine d'un procureur général que Benjamin et est l'homme qui dirige réellement le travail quotidien du département. Lorsque Benjamin le 17 septembre 1861 est nommé secrétaire à la guerre, Keyes prend la relève en tant que procureur général par intérim jusqu'à ce que Thomas Bragg prenne officiellement ses fonctions le 21 novembre 1861, Bragg a tenu le bureau jusqu'au 18 mars 1862, quand il fut remplacé par Thomas H. Watts. Lorsqu'il fut élu gouverneur de l'Alabama, il démissionne et Keyes redevient procureur général par intérim du 1er octobre 1863 au 2 janvier 1864, date à laquelle George Davis devient le quatrième et dernier procureur général ordinaire de la Confédération. Keyes a également été procureur général par intérim pendant les vacances de Noël de 1861, en octobre et novembre 1862, en août 1863 et en septembre et octobre 1864.
Keyes a rédigé 23 des 218 avis émis par le bureau confédéré du procureur général. Ils se caractérisent par une construction conservatrice, une déférence pour la loi commune et des interprétations prudentes des actes du Congrès confédéré. Il a soutenu les actes des États-Unis en vigueur au moment du retrait des États confédérés de l'Union fédérale, s'ils n'ont pas été remplacés par la loi confédérée, et s'est également appuyé sur la loi américaine existante lorsque la loi confédérée était absente., Keyes a fait valoir que le procureur général n'avait aucune autorité pour émettre des avis concernant des questions constitutionnelles autre que lorsqu'il conseillait le président lorsqu'il était sur le point de signer un acte du congrès. Son raisonnement était basé sur le pouvoir législatif exercé par la Constitution du Congrès; Le Congrès avait le droit de déterminer les mesures à prendre. Le procureur général a été contraint de limiter ses opinions aux décisions du pouvoir judiciaire concernant la constitutionnalité et la légalité. En outre, Keyes, ainsi que Jefferson Davis, ont soutenu que le président était obligé d'appliquer la législation bien que jugée contraire à la Constitution par le président. Si le Congrès annulait le veto du président, celui-ci - ainsi que les officiers subalternes du gouvernement - était alors tenu de faire respecter la loi,. Le fait que le Congrès confédéré n'ait pas réussi à créer une cour suprême confédérée n'a été pris en compte ni par Keyes, ni par Davis.
Considérant si la loi de Virginie qui interdisait l'utilisation de céréales pour la fabrication de whisky était applicable lorsque les agriculteurs distillaient du whisky pour le livrer au département confédéré de la guerre, Keyes est parvenu à la même conclusion que la Cour suprême des États-Unis en 1819 dans McCulloch contre Maryland. Le Congrès avait le pouvoir implicite de fournir du whisky aux soldats puisque c'était un moyen raisonnable de soutenir l'armée. La loi de l'État ne pouvait pas intervenir. Keyes a clairement établi que l'immunité intergouvernementale empêchait non seulement les États d'interférer avec les activités du gouvernement confédéré, mais interdisait également au gouvernement de contrecarrer les actions de l'État.,. Pour cette raison, la Confédération ne pouvait pas taxer les États et les États ne pouvaient pas taxer le gouvernement confédéré. Néanmoins, la propriété par le gouvernement d'actions dans une société n'était pas suffisante pour rendre la société exempte de l'impôt de l'État. Cette règle s'appliquait également lorsqu'une banque d'État agissait en tant qu'agent fiscal d'un État, mais pas lorsqu'une banque d'État agissait à titre privé. Lorsque le gouvernement confédéré a prévu de réquisitionner des esclaves pour l'usage du gouvernement, il a indiqué que le gouvernement était responsable de la valeur de toute personne asservie saisie et il a recommandé au Congrès de juger chaque cas séparément, ce qui l'a incité à créer une commission des réclamations d'esclaves,. Keyes a également statué que seuls les militaires pouvaient être jugés devant les cours martiales.
Keyes n'a jamais été considéré pour le poste de procureur général. Une raison pourrait avoir été son intégrité. Il a été réprimandé par Jefferson Davis pour avoir mis en doute l'autorité du président lorsqu'il était intervenu dans des affaires où les comptables devaient, de par la loi, rendre des décisions indépendantes.

### Carrière d'après-guerre
À la fin de la guerre, Keyes retourna à Montgomery et rouvrit son cabinet d'avocat. Il déménage à Florence, Alabama en 1867. En 1876, il a été chargé de codifier les lois de l'Alabama avec le juge Fern M. Wood (qui a été tué avant que la tâche ne soit terminée); un projet réalisé dans l'année. Keyes mourut subitement en 1879,.

### Citations
1. ↑  C'est un résumé de l'article. Les citations se trouvent dans le texte principal.
2. ↑  Durham 2001, p. 2-3.
3. 1 2 3  Durham 2001, p. 3.
4. ↑  Peterson 2016, p. 54.
5. 1 2 3  Brewer 1872, p. 304
6. ↑  Durham 2001, p. 4-6.
7. ↑  Pruitt 1997, pp. 291-292.
8. ↑  Brannon 1956, p. 66.
9. ↑  Peterson 2016, pp. 54-55.
10. ↑  Meade 2001, p. 179.
11. 1 2 3  Peterson 2016, p. 55.
12. ↑  Durham 2001, note 19, p. 7.
13. 1 2  Durham 2001, p. 8.
14. 1 2  Graber et Gillman 2018, vol.5, part 1, p. 174-175.
15. ↑  Graber et Gillman 2018, vol.5, part 1, p. 347.
16. ↑  Graber et Gillman 2018, vol.5, part 1, p. 175.
17. ↑  Graber et Gillman 2018, vol.5, part 1, p. 212.
18. ↑  Currie 2004, pp.1292-1293.
19. 1 2  Graber et Gillman 2018, vol.5, part 1, p. 290.
20. ↑  Currie 2004, p. note 147
21. ↑  Graber et Gillman 2018, vol.5, part 1, p. 293.
22. ↑  Martinez 2013, p. 136.
23. ↑  Graber et Gillman 2018, vol.5, part 1, p. 381.
24. ↑  Currie 2004, p.1340 note 353.
25. ↑  Durham 2001, p. 8-9.

### Littérature citée
- Brannon, Peter A. (1956) "Muster Roll. Montgomery Rifles, Army of Alabama. Stationed at Pensacola, 1861." The Alabama Historical Quarterly 18 1:66.
- Brewer, Willis (1872). Alabama, Her History, Resources, War Record, and Public Men. Montgomery, Ala.
- Currie, David P. (2004). "Through the Looking-Glass: The Confederate Constitution in Congress, 1861-1865." Virginia Law Review 90 (5): 1257-1399.
- (en) David I. Durham, « Introduction to Wade Keyes and the Montgomery Law School », Wade Keyes' Introductory Lecture to the Montgomery Law School: Legal Education in Mid-Nineteenth Century Alabama, Tuscaloosa, University of Alabama School of Law,‎ 2001.
- (en) Mark A. Graber et Howard Gillman, The Complete American Constitutionalism, Oxford University Press, 2018.
- Keyes, Asa (1880). Robert Keyes of Watertown, Mass., 1633 [...] and their descendants: also, others of the name. Brattleboro: Geo. E. Selleck.
- Meade, Robert Douhat (2001). Judah P. Benjamin: Confederate Statesman. Louisiana State University Press.
- Martinez, Jaime Amanda (2013). Confederate Slave Impressment in the Upper South. University of North Carolina Press.
- Owen, Thomas McAdory (1921). History of Alabama and Dictionary of Alabama Biography. Chicago.
- Peterson, Dennis L. (2016). Confederate Cabinet Departments and Secretaries. McFarland & Co.
- Pruitt, Jr., Paul M. (1997). "The Life and Time of Legal Education in Alabama, 1819-189." Alabama Law Review 49 (1): 281-321.